# Cruis'n
Cruis'n és una saga de videojocs de curses desenvolupat per Midway Games sota la llicència de Nintendo. Els videojocs de la saga, des del primer fins al darrer, amb cada plataforma i any de llançament en parèntesis, són:
- Cruis'n USA (arcade 1994; Nintendo 64 1996)
- Cruis'n World (arcade 1996; Nintendo 64 1998)
- Cruis'n Exotica (arcade 1999; Nintendo 64 2000)
- Cruis'n Velocity (Game Boy Advance 2001)
- Cruis'n (Wii) (Wii 2007)